# Nickelodeon Kart Racers
Nickelodeon Kart Racers — це гоночна гра 2018 року, розроблена Bamtang Games і видана GameMill Entertainment у Північній Америці та Maximum Games у Європі. У грі представлені персонажі Nickelodeon у кросовері, зокрема Губка Боб Квадратні Штани, Гей, Арнольд!, Teenage Mutant Ninja Turtles і Rugrats. Гра була випущена в Північній Америці 23 жовтня 2018 року та в Європі 26 жовтня 2018 року для Nintendo Switch, PlayStation 4 і Xbox One.  У жовтні 2020 року було випущено продовження Nickelodeon Kart Racers 2: Grand Prix  Третій запис, Nickelodeon Kart Racers 3: Slime Speedway, був випущений 14 жовтня 2022 року.

## Ігровий процес
У Nickelodeon Kart Racers представлено дванадцять ігрових персонажів із Губки Боба Квадратні Штани, Ей, Арнольд!, Teenage Mutant Ninja Turtles і Rugrats. У гру включено 24 поля та 8 арен, заснованих на різних місцях шоу. 
Він також має командний кооперативний режим, де два гравці можуть використовувати молот, щоб зупинити кожну іншу команду та отримати перевагу. Карти можна налаштувати, а бонуси можна отримати з курсів. Деталі для картингів, зокрема шини, двигуни, спойлери, водні мотоцикли та фарбування, можна придбати за монети, зібрані на курсах. Курси, які повністю складаються зі слизу, включають режими слалому та вибування.

## Розвиток
Гру було анонсовано 25 липня 2018 року   13 вересня 2018 року вийшов трейлер гри 

## Рецепція
Відповідно до агрегатора оглядів Metacritic, Nickelodeon Kart Racers отримав «загалом несприятливі» відгуки на всіх платформах.
Nintendo Life поставила грі 3/10, розкритикувавши її за розмір списку, який складається лише з двох-чотирьох персонажів із чотирьох різних шоу, у той час, як відсутні персонажі з інших популярних шоу Nickelodeon, таких як The Fairly OddParents, Invader Zim, The Adventures of Jimmy Neutron : Boy Genius, Avatar: The Last Airbender і The Loud House. Вони також розкритикували гру за відсутність озвучки.  PlayStation LifeStyle поставила грі трохи вищу оцінку 5,5/10, заявивши, що «хоча [вона] забезпечує багато вмісту та має розумні посилання, які добре інтегруються з деякими дуже надійними гонками, погані візуальні ефекти та невдалий режим бою залишають бажати кращого. Якщо ви приймаєте гру такою, якою вона є, безумовно, можна буде весело провести час, але її недоліки настільки вражаючі, що вимагають суттєвих шорок». 
Кріс Рей з Wccftech оцінив версію для PlayStation 4 оцінкою 2/10, заявивши, що «із простою або найкращою графікою, жахливим дизайном і якістю аудіо, а також просто м’якими гонками на картингах, це не те, що вам потрібно».  Кріс Компендіо з DualShockers дав подібну оцінку версії для Nintendo Switch, назвавши її «гріхом, який маскується під відеогру, і тепер ми всі повинні побажати прощення». 